# Apeldoorn
Apeldoorn er en by i Gelderland i den centrale del af Nederlandene, med et indbyggertal (pr. 2018) på 161.569 .
52°12′N 5°58′Ø / 52.200°N 5.967°Ø